# 蒙雷阿尔-德尔坎波
蒙雷阿尔-德尔坎波，是西班牙阿拉贡自治区特鲁埃尔省的一个市镇。总面积89平方公里，总人口2343人（2001年），人口密度26人/平方公里。

## 友好城市
- 法國 托特